# Ishak ibn Ali
Ishak ibn Ali (arab. إسحق بن علي بن يوسف بن تاشفين = Ishak ibn Ali ibn Jusuf ibn Taszfin, zm. 1147 w Marrakeszu) – ostatni władca Maroka z dynastii Almorawidów, panował w latach 1145–1147.
Jego rządy przypadły na okres intensywnych walk z Almohadami, którzy w 1146 roku po dziewięciomiesięcznym oblężeniu zdobyli Fez i przejęli władzę w północnym Maroku. W 1147 Almohadzi zdobyli także Marakesz, a Ishak ibn Ali zginął podczas ich szturmu na miasto. W ten sposób zakończyła się władza dynastii Almorawidów.